# Willy Sägebrecht
Willy Sägebrecht (ur. 21 lutego 1904] w Groß Schönebeck w pow. Barnim, zm. 8 kwietnia 1981 w Berlinie) – działacz SED, wschodnioniemiecki pułkownik, szef wywiadu wojskowego NRD. 

## Życiorys
Pochodzenia robotniczego – ojciec był ceglarzem. Willy uczęszczał do szkoły podstawowej w Groß Schönebeck i Liebenwalde (1910–1918). Był zatrudniony w rolnictwie i przemyśle. Członek Niemieckiego Związku Zawodowego Pracowników Drzewnych (Deutsche Holzarbeiterverband) (1920–), Komunistycznego Związku Młodych Niemiec (Kommunistischer Jugendverband Deutschlands) (1923–) i Komunistycznej Partii Niemiec (1925–). Radny miejski w Liebenwalde i członek rady powiatowej powiatu Niederbarnim (1928–1932).  Sekretarz podokręgu północ Komitetu Okręgowego KPN Berlina-Brandenburgii (1929–1931). Uczestnik kursu w Międzynarodowej Szkole Leninowskiej (Международная ленинская школа) w Moskwie (1930–1931); instruktor Komitetu Okręgowego SED Berlin-Brandenburgia (1931–1933); poseł do pruskiego parlamentu (1932–1933). Wielokrotnie karany pobytem w zakładach karnych (1933–1945), również w obozie koncentracyjnym Sachsenhausen (1941–1945), skąd zbiegł podczas marszu śmierci do Schwerina (1945).
1945 członek grupy inicjatywnej Komunistycznej Partii Niemiec dla Berlina. Pracował w Wydziale Spraw Społecznych Gminy Wielkiego Berlina (Magistratverwaltung) jednocześnie pełniąc funkcję sekretarza Komitetu Okręgowego KPN Brandenburgii (1945–1946). Po przekształceniu KPN w SED był współprzewodniczącym KO SED Brandenburgii (1946–1949). Był też posłem do Landtagu Brandenburgii (1946–1950), członkiem kierownictwa partii i KC SED (1946–1963), przewodniczącym i I sekretarzem Komitetu SED Landu Brandenburgii (1949–1952), posłem Niemieckiej Rady Ludowej (Deutsche Volksrats) (1948-1949) i Izby Ludowej (Volkskammer) (1949–1958). Po przejściu do rządu NRD pełnił funkcję sekretarza stanu i I zastępcy prezesa Państwowej Komisji Planowania (Staatliche Plankommission) (1952–1954). Wziął udział w militaryzacji tego kraju – w stopniu pułkownika służył w  Skoszarowanych Oddziałach Policji Ludowej NRD (Kasernierte Volkspolizei) (1954–) oraz płka w Narodowej Armii Ludowej (Nationale Volksarmee) (1956–). Powierzono mu kierownictwo Wywiadem Wojskowym NRD (1957–1959), skąd przeszedł na emeryturę.
Pochowany na Cmentarzu Centralnym Friedrichsfelde w Berlinie.